# World Championship Series StarCraft II 2012
 (mai 2025).
Si vous disposez d'ouvrages ou d'articles de référence ou si vous connaissez des sites web de qualité traitant du thème abordé ici, merci de compléter l'article en donnant les références utiles à sa vérifiabilité et en les liant à la section « Notes et références ».
Navigation
WCS StarCraft II 2013
Les World Championship Series StarCraft II 2012 sont la première édition du circuit officiel de tournois esports pour StarCraft 2 lancé par Blizzard en 2012.

## Histoire
En 2012, Blizzard annonce le tournoi.
« C’est avec plaisir que nous partageons avec vous les toutes dernières informations sur la nouvelle compétition eSport de Blizzard : les StarCraft II World Championship Series. Ce championnat se divise en une série de tournois organisés aux quatre coins du monde, qui permettront aux joueurs de très nombreux pays de s’affronter avec plus de fougue que jamais pour obtenir la gloire et remporter de nombreux prix. »
Ces tournois ont pour objectif de désigner un champion du monde. Dans la première édition de 2012, les qualifications avaient eu lieu dans différents pays, avec des finales nationales. Les joueurs représentaient leur pays lors des rencontres continentales, aspect perdu lors des éditions suivantes, puisque les compétitions nationales ont disparu. Au niveau continental (maintenant dit régional), il subsiste l'Amérique, l'Europe et la Corée en 2013 et 2014. Pour retrouver cet esprit patriotique, Pomf et Thud ont créé les Nation Wars, une série de tournois durant lesquels des équipes de trois joueurs venant de différents pays s'affrontent au nom de leur nation.
Les 2012 StarCraft 2 World Championship Series ont eu pour objectif de couronner un véritable champion du monde, car les joueurs devaient participer aux qualifications nationales. En effet, le classement WCS par points n'était pas encore instauré. La compétition s'est terminée au Battle.net World Championship, un événement en live qui s'est tenu à la place de la BlizzCon 2012 Invitationnal.

## Finales mondiales
Navigation
2011 BlizzCon Invitational 2013 WCS Global Finals
Le 2012 Battle.net World Championship est le tournoi qui clôture les 2012 StarCraft II World Championship Series et désigne un champion du monde. L'événement a aussi accueilli le tournoi de World of Warcraft. Elles se sont déroulées à Shanghai, en Chine du 18 au 20 novembre 2012. Les 32 joueurs à y participer sont les vainqueurs des tournois nationaux et continentaux (voir ci-après).

### Résultats
Légende des races : (P) Protoss • (T) Terran • (Z) Zerg
| Place(s)           | Joueur                                 | Récompense  | Équipe                |
| Champion du monde  | (P) Won « PartinG » Lee Sak            | 100 000 USD | StarTale              |
| ------------------ | -------------------------------------- | ----------- | --------------------- |
| Finaliste          | (P) Jang « Creator » Hyun Woo          | 40 000 USD  | Prime                 |
| Médaille de bronze | (P) Jung « Rain » Yoon Song            | 16 000 USD  | SK Telecom T1         |
| 4                  | (Z) Yang « Sen » Chia Cheng            | 8 000 USD   | Gama Bears            |
| 5 à 8              | (Z) Conan « Suppy » Liu                | 5 500 USD   | Evil Geniuses         |
| 5 à 8              | (P) Song « HerO » Hyeon Deok           | 5 500 USD   | Team Liquid           |
| 5 à 8              | (Z) Felipe "Pipe" « KiLLeR » Zuñiga    | 5 500 USD   | Team Dignitas         |
| 5 à 8              | (Z) Juan « VortiX » Moreno Durán       | 5 500 USD   | Karont3 e-Sports Club |
| 9 à 16             | (Z) Sasha « Scarlett » Hostyn          | 3 500 USD   | Team Acer             |
| 9 à 16             | (Z) Anton « LoWeLy » Plebanovich       | 3 500 USD   | FXOpen e-Sports       |
| 9 à 16             | (P) Lee « Curious » Won Pyo            | 3 500 USD   | StarTale              |
| 9 à 16             | (P) Jon « BabyKnight » Andersen        | 3 500 USD   | FXOpen e-Sports       |
| 9 à 16             | (Z) Greg (« Gracken ») « IdrA » Fields | 3 500 USD   | Evil Geniuses         |
| 9 à 16             | (P) Oleg « TitaN » Kuptsov             | 3 500 USD   | Rox                   |
| 9 à 16             | (T) Pedro « LucifroN » Moreno Durán    | 3 500 USD   | Karont3 e-Sports Club |
| 9 à 16             | (T) Chris « Illusion » Lee             | 3 500 USD   | Quantic Gaming        |

### Tableau final
Légende des races :  Protoss  Terran  Zerg
|  | Huitièmes de finale (Bo5)              | Huitièmes de finale (Bo5) | Huitièmes de finale (Bo5) | Huitièmes de finale (Bo5) |         |         | Quarts de finale (Bo5) | Quarts de finale (Bo5) | Quarts de finale (Bo5) | Quarts de finale (Bo5) |                   |                   | Demi-finales (Bo5) | Demi-finales (Bo5) | Demi-finales (Bo5) | Demi-finales (Bo5) |  |  | Finale (Bo7) | Finale (Bo7) | Finale (Bo7) | Finale (Bo7) |
|  |                                        |                           |                           |                           |         |         |                        |                        |                        |                        |                   |                   |                    |                    |                    |                    |  |  |              |              |              |              |
|  | Voir la rencontre                      | Voir la rencontre         | Voir la rencontre         | Voir la rencontre         |         |         | Voir la rencontre      | Voir la rencontre      | Voir la rencontre      | Voir la rencontre      |                   |                   | Voir la rencontre  | Voir la rencontre  | Voir la rencontre  | Voir la rencontre  |  |  | Interview    | Interview    | Interview    | Interview    |
|  | Parting                                | Parting                   | 3                         | 3                         |         |         | Voir la rencontre      | Voir la rencontre      | Voir la rencontre      | Voir la rencontre      |                   |                   | Voir la rencontre  | Voir la rencontre  | Voir la rencontre  | Voir la rencontre  |  |  | Interview    | Interview    | Interview    | Interview    |
|  | Parting                                | Parting                   | 3                         | 3                         |         |         | Voir la rencontre      | Voir la rencontre      | Voir la rencontre      | Voir la rencontre      |                   |                   | Voir la rencontre  | Voir la rencontre  | Voir la rencontre  | Voir la rencontre  |  |  | Interview    | Interview    | Interview    | Interview    |
|  | Scarlett                               | Scarlett                  | 0                         | 0                         |         |         | Voir la rencontre      | Voir la rencontre      | Voir la rencontre      | Voir la rencontre      |                   |                   | Voir la rencontre  | Voir la rencontre  | Voir la rencontre  | Voir la rencontre  |  |  | Interview    | Interview    | Interview    | Interview    |
|  | Scarlett                               | Scarlett                  | 0                         | 0                         | PartinG | PartinG | 3                      | 3                      |                        |                        |                   |                   | Voir la rencontre  | Voir la rencontre  | Voir la rencontre  | Voir la rencontre  |  |  | Interview    | Interview    | Interview    | Interview    |
|  | Voir la rencontre : Partie 1, Partie 2 |                           |                           |                           | PartinG | PartinG | 3                      | 3                      |                        |                        |                   |                   | Voir la rencontre  | Voir la rencontre  | Voir la rencontre  | Voir la rencontre  |  |  | Interview    | Interview    | Interview    | Interview    |
|  |                                        |                           | Suppy                     | Suppy                     | 2       | 2       |                        |                        |                        |                        |                   |                   | Voir la rencontre  | Voir la rencontre  | Voir la rencontre  | Voir la rencontre  |  |  | Interview    | Interview    | Interview    | Interview    |
|  | Suppy                                  | Suppy                     | Suppy                     | Suppy                     | 2       | 2       | 3                      | 3                      |                        |                        |                   |                   | Voir la rencontre  | Voir la rencontre  | Voir la rencontre  | Voir la rencontre  |  |  | Interview    | Interview    | Interview    | Interview    |
|  | Suppy                                  | Suppy                     | Vidéo indisponible        |                           |         |         | 3                      | 3                      |                        |                        |                   |                   | Voir la rencontre  | Voir la rencontre  | Voir la rencontre  | Voir la rencontre  |  |  | Interview    | Interview    | Interview    | Interview    |
|  | LoWeLy                                 | LoWeLy                    | 1                         | 1                         |         |         |                        |                        |                        |                        |                   |                   | Voir la rencontre  | Voir la rencontre  | Voir la rencontre  | Voir la rencontre  |  |  | Interview    | Interview    | Interview    | Interview    |
|  | LoWeLy                                 | LoWeLy                    | 1                         | 1                         | PartinG | PartinG | 3                      | 3                      |                        |                        |                   |                   |                    |                    |                    |                    |  |  | Interview    | Interview    | Interview    | Interview    |
|  | Vidéo indisponible                     |                           |                           |                           | PartinG | PartinG | 3                      | 3                      |                        |                        |                   |                   |                    |                    |                    |                    |  |  | Interview    | Interview    | Interview    | Interview    |
|  |                                        |                           | Sen                       | Sen                       | 0       | 0       |                        |                        |                        |                        |                   |                   |                    |                    |                    |                    |  |  | Interview    | Interview    | Interview    | Interview    |
|  | Sen                                    | Sen                       | Sen                       | Sen                       | 0       | 0       | 3                      | 3                      |                        |                        |                   |                   |                    |                    |                    |                    |  |  | Interview    | Interview    | Interview    | Interview    |
|  | Sen                                    | Sen                       | Voir la rencontre         |                           |         |         | 3                      | 3                      |                        |                        |                   |                   |                    |                    |                    |                    |  |  | Interview    | Interview    | Interview    | Interview    |
|  | Curious                                | Curious                   | 0                         | 0                         |         |         |                        |                        |                        |                        |                   |                   |                    |                    |                    |                    |  |  | Interview    | Interview    | Interview    | Interview    |
|  | Curious                                | Curious                   | 0                         | 0                         | Sen     | Sen     | 3                      | 3                      |                        |                        |                   |                   |                    |                    |                    |                    |  |  | Interview    | Interview    | Interview    | Interview    |
|  | Voir la rencontre                      |                           |                           |                           | Sen     | Sen     | 3                      | 3                      |                        |                        |                   |                   |                    |                    |                    |                    |  |  | Interview    | Interview    | Interview    | Interview    |
|  |                                        |                           | HerO                      | HerO                      | 2       | 2       |                        |                        |                        |                        |                   |                   |                    |                    |                    |                    |  |  | Interview    | Interview    | Interview    | Interview    |
|  | BabyKnight                             | BabyKnight                | HerO                      | HerO                      | 2       | 2       | 1                      | 1                      |                        |                        |                   |                   |                    |                    |                    |                    |  |  | Interview    | Interview    | Interview    | Interview    |
|  | BabyKnight                             | BabyKnight                | Voir la rencontre         |                           |         |         | 1                      | 1                      |                        |                        |                   |                   |                    |                    |                    |                    |  |  | Interview    | Interview    | Interview    | Interview    |
|  | HerO                                   | HerO                      | 3                         | 3                         |         |         |                        |                        |                        |                        |                   |                   |                    |                    |                    |                    |  |  | Interview    | Interview    | Interview    | Interview    |
|  | HerO                                   | HerO                      | 3                         | 3                         | PartinG | PartinG | 4                      | 4                      |                        |                        |                   |                   |                    |                    |                    |                    |  |  |              |              |              |              |
|  | Vidéo indisponible                     |                           |                           |                           | PartinG | PartinG | 4                      | 4                      |                        |                        |                   |                   |                    |                    |                    |                    |  |  |              |              |              |              |
|  |                                        |                           | Creator                   | Creator                   | 2       | 2       |                        |                        |                        |                        |                   |                   |                    |                    |                    |                    |  |  |              |              |              |              |
|  | IdrA                                   | IdrA                      | Creator                   | Creator                   | 2       | 2       | 1                      | 1                      |                        |                        |                   |                   |                    |                    |                    |                    |  |  |              |              |              |              |
|  | IdrA                                   | IdrA                      |                           |                           |         |         |                        | 1                      |                        |                        |                   |                   |                    |                    |                    |                    |  |  |              |              |              |              |
|  | Rain                                   | Rain                      | 3                         | 3                         |         |         |                        |                        |                        |                        |                   |                   |                    |                    |                    |                    |  |  |              |              |              |              |
|  | Rain                                   | Rain                      | 3                         | 3                         | Rain    | Rain    | 3                      | 3                      |                        |                        |                   |                   |                    |                    |                    |                    |  |  |              |              |              |              |
|  | Voir la rencontre                      |                           |                           |                           | Rain    | Rain    | 3                      | 3                      |                        |                        |                   |                   |                    |                    |                    |                    |  |  |              |              |              |              |
|  |                                        |                           | KiLLeR                    | KiLLeR                    | 0       | 0       |                        |                        |                        |                        |                   |                   |                    |                    |                    |                    |  |  |              |              |              |              |
|  | TitaN                                  | TitaN                     | KiLLeR                    | KiLLeR                    | 0       | 0       | 0                      | 0                      |                        |                        |                   |                   |                    |                    |                    |                    |  |  |              |              |              |              |
|  | TitaN                                  | TitaN                     | Voir la rencontre         |                           |         |         | 0                      | 0                      |                        |                        |                   |                   |                    |                    |                    |                    |  |  |              |              |              |              |
|  | KiLLeR                                 | KiLLeR                    | 3                         | 3                         |         |         |                        |                        |                        |                        |                   |                   |                    |                    |                    |                    |  |  |              |              |              |              |
|  | KiLLeR                                 | KiLLeR                    | 3                         | 3                         | Rain    | Rain    | 2                      | 2                      |                        |                        |                   |                   |                    |                    |                    |                    |  |  |              |              |              |              |
|  | Voir la rencontre                      |                           |                           |                           | Rain    | Rain    | 2                      | 2                      |                        |                        |                   |                   |                    |                    |                    |                    |  |  |              |              |              |              |
|  |                                        |                           | Creator                   | Creator                   | 3       | 3       |                        |                        |                        |                        |                   |                   |                    |                    |                    |                    |  |  |              |              |              |              |
|  | LucifroN                               | LucifroN                  | Creator                   | Creator                   | 3       | 3       | 2                      | 2                      |                        |                        |                   |                   |                    |                    |                    |                    |  |  |              |              |              |              |
|  | LucifroN                               | LucifroN                  |                           |                           |         |         |                        | 2                      |                        |                        |                   |                   |                    |                    |                    |                    |  |  |              |              |              |              |
|  | VortiX                                 | VortiX                    | 3                         | 3                         |         |         |                        |                        |                        |                        |                   |                   |                    |                    |                    |                    |  |  |              |              |              |              |
|  | VortiX                                 | VortiX                    | 3                         | 3                         | VortiX  | VortiX  | 2                      | 2                      | Troisième place        | Troisième place        | Troisième place   | Troisième place   |                    |                    |                    |                    |  |  |              |              |              |              |
|  | Voir la rencontre                      |                           |                           |                           | VortiX  | VortiX  | 2                      | 2                      | Troisième place        | Troisième place        | Troisième place   | Troisième place   |                    |                    |                    |                    |  |  |              |              |              |              |
|  |                                        |                           | Creator                   | Creator                   | 3       | 3       |                        |                        | Voir la rencontre      | Voir la rencontre      | Voir la rencontre | Voir la rencontre |                    |                    |                    |                    |  |  |              |              |              |              |
|  | Creator                                | Creator                   | Creator                   | Creator                   | 3       | 3       | 3                      | 3                      | Voir la rencontre      | Voir la rencontre      | Voir la rencontre | Voir la rencontre |                    |                    |                    |                    |  |  |              |              |              |              |
|  | Creator                                | Creator                   |                           |                           |         |         |                        | 3                      |                        |                        | Sen               | Sen               | 0                  | 0                  |                    |                    |  |  |              |              |              |              |
|  | Illusion                               | Illusion                  | 0                         | 0                         |         |         |                        |                        |                        |                        | Sen               | Sen               | 0                  | 0                  |                    |                    |  |  |              |              |              |              |
|  | Illusion                               | Illusion                  | 0                         | 0                         | Rain    | Rain    | 3                      | 3                      |                        |                        |                   |                   |                    |                    |                    |                    |  |  |              |              |              |              |
|  |                                        |                           |                           |                           |         |         |                        |                        |                        |                        |                   |                   |                    |                    |                    |                    |  |  |              |              |              |              |

### Format
Les joueurs ont dû franchir les paliers de qualifications nationales, de tournois nationaux, continentaux et mondial durant l'année :
1. Les qualifications nationales, organisées par des tournois partenaires de Blizzard ;
2. 28 tournois nationaux à la fin desquels un champion national est nommé ;
3. Cinq championnats continentaux avec 32 joueurs qui ont lieu lors d'événements dits offline, c'est-à-dire en public ;
4. Le championnat du monde avec 32 joueurs, tenu en Asie à la fin de l'année.

Les championnats nationaux sont conçus pour désigner des représentants nationaux qui obtiendront une place au tournoi continental, une bataille sans merci entre les pays voisins pour désigner qui représentera leur continent au Battle.net World Championship.
Les pays suivants ont participé à la compétition.
- Asie : six places pour le championnat du monde ;
  -  Chine : dix places pour le tournoi continental (le champion national est inscrit d'office aux finales mondiales) ;
  -  Singapour : une place ;
  -  Corée du Sud : dix places (le champion national est inscrit d'office aux finales mondiales) ;
  -  Taïwan : neuf places (le champion national est inscrit d'office aux finales mondiales) ;
  -  Asie du Sud-Est : deux places.
- Europe : six places ;
  -  Belgique : une place ;
  -  Danemark : une place ;
  -  Espagne : deux places ;
  -  Finlande : une place ;
  -  France : trois places (le champion national est inscrit d'office aux finales mondiales) ;
  -  Allemagne : quatre places (le champion national est inscrit d'office aux finales mondiales) ;
  -  Italie : deux places ;
  -  Pays-Bas : deux places ;
  -  Norvège : une place ;
  -  Pologne : deux places ;
  -  Royaume-Uni : trois places ;
  -  Russie : trois places (le champion national est inscrit d'office aux finales mondiales) ;
  -  Suède : trois places ;
  -  Ukraine : deux places ;
  -  Autres pays d'Europe : deux places.
- Amérique du Nord : sept places ;
  -  Canada : dix places (le champion national est inscrit d'office aux finales mondiales) ;
  -  Mexique : six places ;
  -  États-Unis : seize places (le champion national est inscrit d'office aux finales mondiales).
- Amérique du Sud (tournoi disputé entre seize joueurs) : trois places ;
  -  Argentine : trois places ;
  -  Brésil : six places ;
  -  Chili : trois places ;
  -  Colombie : deux places ;
  -  Pérou : deux places.
- Océanie (tournoi disputé entre seize joueurs) : deux places ;
  -  Australie : six places ;
  -  Nouvelle-Zélande : deux places.